# آلفين إم. ستراوس
آلفين إم. ستراوس (بالإنجليزية: Alvin M. Strauss)‏ هو مهندس معماري أمريكي، ولد في 1895، وتوفي في 1958.